# Erofej Pavlovič Chabarov
Erofej Pavlovič Chabarov in russo Ерофей Павлович Хабаров? (Velikij Ustjug, 1603 circa – 1671 circa) è stato un imprenditore ed esploratore russo ricordato soprattutto per aver esplorato la regione del fiume Amur e per i suoi tentativi di colonizzare l'area e assicurarla così alla Russia.
Sia la grande città di Chabarovsk che la cittadina di Erofej Pavlovič (che si trovano lungo il percorso della Ferrovia Transiberiana nell'oblast' dell'Amur) hanno preso il nome da lui.

## Biografia
Originario della zona di Velikij Ustjug, nella Russia europea settentrionale, Chabarov amministrò le miniere di sale a Sol'vyčegodsk per conto della famiglia Stroganov..
Nel 1625 navigò a vela da Tobol'sk a Mangazeja. Tre anni dopo lasciò la città con una spedizione e raggiunse il fiume Cheta (nella parte orientale della penisola del Tajmyr). Nel 1630 Chabarov effettuò il percorso inverso tornando a Tobol'sk da Mangazeja, ma questa volta via terra. Tra il 1632 ed il 1641 raggiunse il fiume Lena fondando lungo le sue rive, alla confluenza della Kuta e della Kirenga, un villaggio.

### La prima spedizione (1649-1650)
Nel 1649 Chabarov fu il secondo russo ad esplorare l'Amur dopo Vasilij Danilovič Pojarkov (1643-1646). La via seguita da Pojarkov lungo il fiume Aldan era troppo difficile per essere funzionale; ad un certo punto, quindi, Chabarov tentò di raggiungere l'Amur seguendo invece il Vitim.
Nel 1647 un cacciatore, di ritorno a Jakutsk dopo un'esplorazione sul fiume Olëkma, riferì che quest'ultimo avrebbe potuto condurre fino all'Amur. Nella primavera del 1649 Chabarov partì a proprie spese verso il corso del fiume Olëkma, quindi, seguendo il corso del suo affluente Tungir, si spostò via terra fino alla Šilka (uno dei rami sorgentiferi dell'Amur).
Raggiunto l'Amur all'inizio del 1650, trovò la regine praticamente abbandonata, in quanto la temibile reputazione dei cosacchi l'aveva preceduto. Avendo finalmente trovato un valido percorso da seguire, nel maggio del 1650 tornò a Jakutsk e fece la sua relazione sul viaggio. Diede una bella descrizione delle terre esplorate, mise in guardia sul pericolo di un intervento in zona dei cinesi e suggerì di organizzare una spedizione di maggiori dimensioni accompagnata da una guarnigione militare.

### La seconda spedizione (1650-1653)

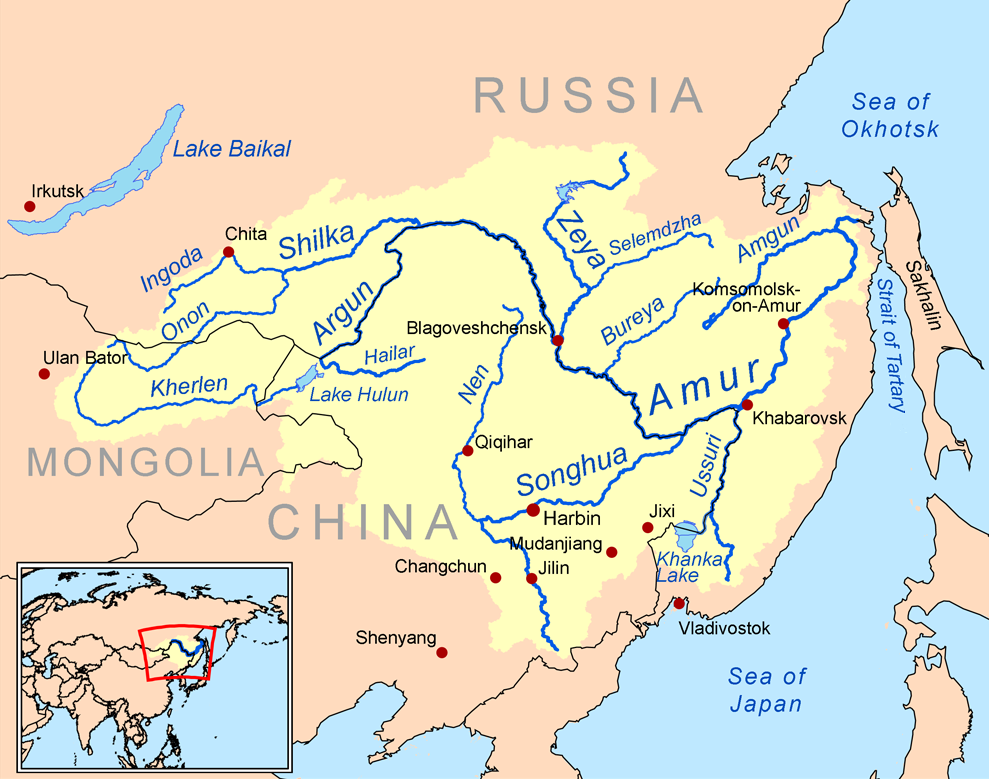
Mappa del bacino dell'Amur, teatro delle operazioni di Chabarov.

Viste le difficoltà di comunicazione con Mosca e i ritardi che ne sarebbero derivati, il Voivoda di Jakutsk Francbekov decise di agire di propria iniziativa e inviò nuovamente Chabarov verso sud accompagnato da una forza di spedizione più ampia. Il Voivoda, inoltre, gli consegnò delle lettere di Sua Maestà lo Zar Alessio I di Russia per il principe Daur Lavkaj di Albazino e per il "Principe Bogdoj" (in russo Князь Богдой), con cui si chiedeva a questi ultimi di sottomettersi allo Zar e si minacciava di inviare un esercito di 6.000 soldati se non avessero obbedito

. Francbekov pensava che questo "Principe Bogdoj" fosse semplicemente un altro capo locale siberiano: in realtà si trattava nientemeno che dell'Imperatore della Cina.
Chabarov valicò le montagne nell'autunno del 1650, ma questa volta incontrò resistenza armata. Costruì gli accampamenti invernali ad Albazin, nella parte più settentrionale del bacino dell'Amur. Nel giugno 1651, dopo aver ricevuto rinforzi, iniziò a discendere il fiume. A settembre la spedizione raggiunse la confluenza con il Sungari (Songhua). Il 29 settembre raggiunsero Ačansk, nei pressi dell'attuale Chabarovsk, e decisero di trascorrervi l'inverno.
L'8 ottobre vennero attaccati da circa 1.000 locali che, una volta sconfitti, chiesero aiuto ai loro feudatari manciù. Il 24 marzo 1652 arrivò da Ning'an un gruppo di 2.000 manciù e coreani armati di artiglieria e attaccò Ačansk; Chabarov riuscì in qualche modo a battere anche questi avversari (per la sua incompetenza in seguito il generale manciù Haise venne giustiziato).
Non sapendo quanti cinesi fossero presenti nella zona, il 22 aprile decise di iniziare la ritirata lungo l'Amur. Ad un certo punto la spedizione incontrò un nuovo esercito composto da 6.000 cinesi, ma riuscì ad aggirarli inosservata sfruttando la nebbia e l'oscurità della notte. Risalendo il fiume incontrò una pattuglia di 117 cosacchi che gli erano stati inviati come rinforzo. Venne a sapere da un prigioniero che sulle sponde del Sungari si stava radunando un altro esercito manciù.
Il primo di agosto raggiunse la confluenza con la Zeja; qui 136 dei suoi uomini si ammutinarono, lasciandolo con solo 212 a lui fedeli. Dal momento che Chabarov racconta dell'ammutinamento subito dopo aver affrontato la questione di dove stabilire l'accampamento invernale, è probabile che il dissenso sia nato perché alcuni non giudicavano una buona idea restare sulla Zeja e aspettare il possibile attacco manciù. Dal campo sulla Zeja mandò un resoconto al Voivoda di Jakutsk descrivendo con realismo come avessero bruciato villaggi, massacrato i nativi e torturato i prigionieri.
Da questo punto in avanti le fonti diventano più confuse. Apparentemente, la spedizione di Chabarov svernò sulla Zeja. Nell'autunno 1653 arrivarono 150 uomini di rinforzo guidati da Dmitrij Zinov'ev; in qualità di nobile, Zinov'ev pretese il pieno comando delle operazioni, e in seguito al rifiuto di Chabarov lo fece mettere agli arresti. Incapace di avere il sostegno degli uomini di Chabarov e non avendo in realtà modo di trattare con i manciù, Zinov'ev si ritirò dall'Amur con parte del suo esercito. A capo di quelli che rimanevano venne posto Onufrij Stepanov.
Chabarov venne privato del suo rango e delle sue proprietà e mandato a Mosca, con un viaggio di quindici mesi, per essere giudicato. Dopo un anno di ritardo venne assolto; gli venne conferito il titolo nobiliare minore di Syn bojarskij di Ilimsk, a condizione che facesse ritorno in Siberia. L'ultima menzione del nome di Chabarov compare in alcuni documenti nel 1658, quando il Ministero per la Siberia ordinò che venisse messo ai ferri se avesse rifiutato di guidare una nuova spedizione sull'Amur.